# Великі Татаркаси
Вели́кі Татарка́си (рос. Большие Татаркасы, чув. Мăн Тутаркас) — присілок у Чувашії Російської Федерації, у складі Великосундирського сільського поселення Моргауського району.
Населення — 220 осіб (2010; 240 в 2002, 324 в 1979; 366 в 1939, 351 в 1926, 327 в 1906, 200 в 1858, 197 в 1795). Національний склад — чуваші, росіяни.

## Історія
Історична назва — Татаркаси. Утворився як околоток присілку Татаркаси (нині у складі Великих Татаркас). До 1866 року селяни мали статус державних, займались землеробством, тваринництвом. 1931 року утворено колгосп «Новий Путь». До 1920 року присілок перебував у складі Алдишевської, потім центр Татаркасинської волості Козьмодемьянського, до 1927 року — Чебоксарського повіту. 1927 року присілок переданий до складу Татаркасинського району, де був його адміністративним центром, 1939 року — до складу Сундирського, 1962 року — до складу Ядрінського, 1964 року — до складу Моргауського району.

## Господарство
У присілку діють клуб та магазин.